# Леска
Вижте пояснителната страница за други значения на Леска.
Леска̀ (Corylus) е род покритосеменни растения от семейство Брезови (Betulaceae). Те са листопадни дървета и големи храсти, разпространени в умерения пояс на Северното полукълбо. Плодът на леската се нарича лѐшник.
Ядките на всички видове леска могат да се използват за храна от хората, но стопанско значение има само обикновеният лешник (C. avellana) и донякъде цариградският лешник (C. maxima).

## Хранителна стойност
Лешниците са добър източник на Витамин Е, който е силен антиоксидант и предотвратява сърдечносъдови заболявания и рак. Освен това лешниците съдържат много фолиева киселина, която помага за размножаването на клетките.

## Произход и разпространение
Родината на леската е Мала Азия (днешна Турция). Понастоящем се срещат най-често в средиземноморските държави.
По производство и износ на лешници Турция е на първо място в света: тя държи 70% от производството и 82% от износа на ядката (по данни на Организацията за агрокултури и храни към ООН). Средногодишно производство на лешници: Турция – 500 хиляди тона; Италия – 125 хиляди тона; Испания и САЩ – по 25 хиляди тона.
Поради своята здравина и еластичност, клоните на леската традиционно се използват за плетове, огради, кошници и дори за въдици. Стволовата дървесина също е с високо качество, но обемът на добив е твърде малък.
Съществуват и подбрани видове леска, отглеждани с декоративна цел, например C. maxima 'Purpurea', характерна със своите пурпурни листа.

## Специфики на растежа
Леската достига между 3 и 5 метра височина и има тънък ствол. Тя е много гъсто покрита с листа, които имат кръгла, овална или сърцевидна форма. Леската цъфти през пролетта, като мъжките и женски цветове се развиват на едно и също растение. Мъжките са събрани на дълги реси, а женските са дребни, подобни на вегетативните пъпки. Леската расте от януари до април върху хумус, който е богат на калций и съдържа много влага. Затова най-добре вирее през прохладно и влажно лято.
Плодът на леската има предпазни прицветници, които впоследствие образуват твърди черупки. Когато лешникът узрее, черупката става жълто-оранжева.

## Видове
- Corylus americana
- Corylus avellana – Обикновен лешник
- Corylus chinensis
- Corylus colchica
- Corylus colurna – Турски лешник, дървовидна леска
- Corylus cornuta
- Corylus fargesii
- Corylus ferox
- Corylus heterophylla
- Corylus jacquemontii
- Corylus maxima – Цариградски лешник
- Corylus sieboldiana
- Corylus wangii
- Corylus yunnanensis

## Съхранение
Плодът на леската трябва да се съхранява на прохладно и сухо място заради съдържанието на мазнини. Излагането на светлина и топлина води до образуване на гъбичките Aspergillus fungus. Те отделят афлатоксини, които причиняват рак на черния дроб и потискат имунната система.

## Други
На леската е наречена улица в квартал „Требич“ в София (Карта).